# Аль-Юсеф, Роз
Аль-Юсеф, Роз (также Роза Аль-Юсеф, Роз Аль-Юсуф, Роз Аль-Йусеф, араб. روز اليوسف‎) — египетская писательница, журналистка и актриса.

## Биография
Жена театрального деятеля Мохаммеда Абд аль-Куддиса, мать романиста, сценариста и журналиста Исхана Абд аль-Куддиса.
В 1920-1930-х годах была хозяйкой модного салона.
В 1925 году Роза Аль-Юсеф основала еженедельный журнал «Роз Аль-Юсеф» (араб. روز اليوسف‎), который издаётся до сих пор. С 1960 года журнал возглавил её сын Исхан Абд аль-Куддис.